# Pseudoginglymostoma
Pseudoginglymostoma is een monotypisch geslacht van kraakbeenvissen uit de familie Ginglymostomatidae (Verpleegsterhaaien).

## Soort
- Pseudoginglymostoma brevicaudatum (Günther, 1866) – Kleine zusterhaai